# 惠农渠
惠农渠是宁夏平原的一条引黄河灌溉渠，长139公里，俗称“皇渠”或“黄渠”。位于宁夏银川市永宁县、兴庆区、平罗县、贺兰县一带黄河西岸，与汉延渠相连接，是宁夏平原引黄灌溉重要渠道之一。2018年8月27日公布为第五批宁夏回族自治区文物保护单位。

## 长度和灌溉面积
渠道总长229公里，其中惠渠长139公里，支干渠三条长90公里。
灌溉面积130万亩，现有各类建筑物699座，其中各类水闸42座，涵洞26座。主要农作物有春小麦、水稻、高粱、玉米、胡麻、蔬菜及经果林等。水稻种植比例20%，全年灌溉引水天数176天，年均引水量11亿立方米，粮食产量达3.5亿公斤。

## 历史
清雍正四年（1726年）开凿，雍正七年（1730年）完成，总工程由兵部侍郎通智奉命到此勘察设计、開渠，耗费白银16万两，开凿长度近300里。由始于陶家嘴南花家湾凿渠引水，北流三百里，下入西河（今石嘴山惠农区西河桥处）。在渠东筑长堤以防黄河泛滥，渠西疏黄河河道旧有淤积，有排水泄洪的功能，可灌溉田二万余顷
乾隆五年（1740年），又引该渠至平罗县市口堡入黄河，与西河分流。开凿长度一百三十余里，可溉田四千五百余顷。
1938年抗日战争时期，中共宁夏工委书记杨一木在惠农渠下游的黄渠桥建立了中共宁北第一党支部。
新中国成立后，曾三次大规模的扩建，渠道现状定形于七十年代末，是宁夏青铜峡河西灌区相对部位最低、渠线最长的一条干渠，由青铜峡河西总干渠原唐代三闸引水，傍黄河西岸略平行，流经青铜峡、永宁、银川、贺兰、平罗、惠农六市县至惠农县尾闸乡，尾水泄入第五排水沟，灌溉面积又有扩大。

## 特产
黄渠桥是惠农渠上的一座桥梁，古称通润桥，为交通要道，在桥头集中了很多商铺，黄渠桥爆炒羊羔肉远近闻名，为当地特产。2007年，黄渠桥爆炒羊羔肉制作技艺被评为宁夏非物质文化遗产。